# Valle de Trápaga
Valle de Trápaga (em castelhano) ou Trapagaran (em basco), oficialmente Valle de Trápaga-Trapagaran, antigamente chamado San Salvador del Valle, é um município da Espanha na província da Biscaia, comunidade autónoma do País Basco. Faz parte da comarca de Grande Bilbau e tem 13,1 km² de área.[carece de fontes?] Em 2021 tinha 11 911 habitantes (densidade: 909,2 hab./km²).